# Ballybunion
Ballybunion oder Ballybunnion (irisch Baile an Bhuinneánaigh) ist ein Ferienort an der Küste des Countys Kerry im Südwesten der Republik Irland. Der Ort mit 1618 Einwohnern (Stand 2022) liegt 15 Kilometer von der Stadt Listowel entfernt. Zu den Sehenswürdigkeiten der Umgebung gehören eine Burg, von der nur mehr eine Mauer erhalten ist, und die Wanderwege entlang der mitunter sehr steilen Klippen, von den Gezeiten ausgebildete Höhlen, ein vorzeitlicher Abfallhaufen, eine Delfinpopulation und hoch gelobte Surf-Wellen. 
In der irischen Eisenbahngeschichte hat Ballybunion eine Bedeutung, weil hier 1888 mit der Listowel and Ballybunion Railway die weltweit erste kommerziell genutzte Einschienenbahn eröffnet wurde.
In Ballybunion gibt es zwei Golfplätze. Der Ballybunion Golf Club belegte 2002 den 11. Platz auf der Bestenliste der US-amerikanischen Fachzeitschrift Golf Magazine. 
Der Ort ist weiterhin bekannt für seine Seetang-Badeanstalt und die gekochten Strandschnecken, die wie Popcorn in Papiersäckchen verkauft werden.

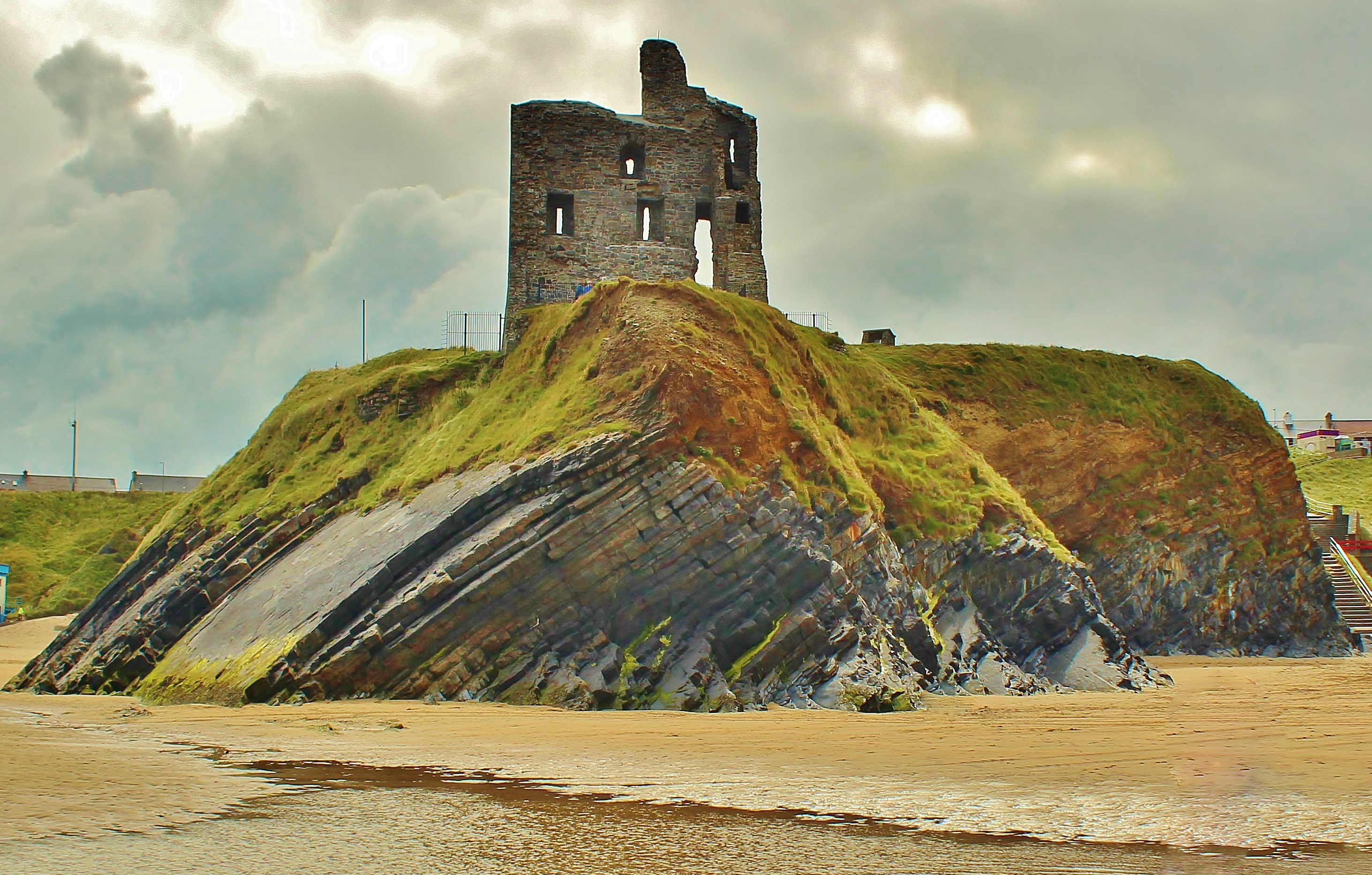
Ballybunion Castle
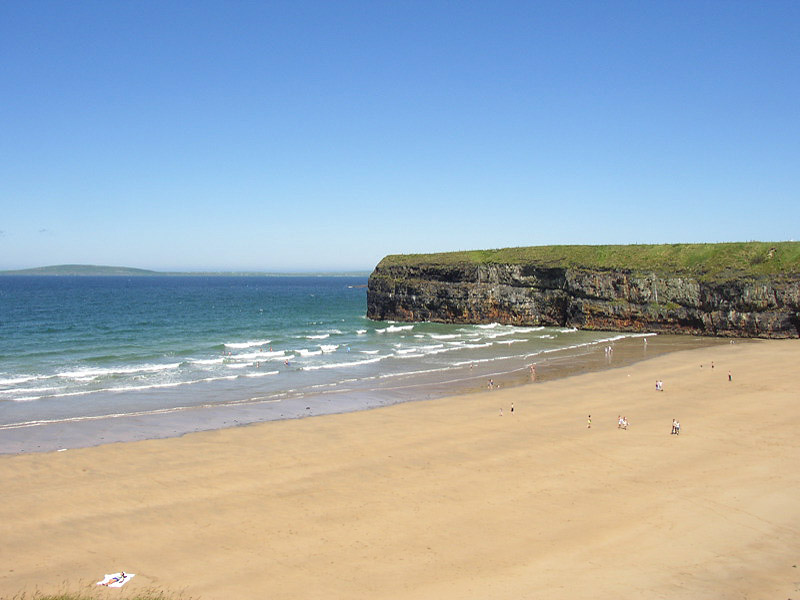
Strand

## Einwohnerzahlen
| Jahr      | 1991 | 1996 | 2002 | 2006 | 2011 | 2016 | 2022 |
| Einwohner | 1346 | 1470 | 1329 | 1365 | 1354 | 1413 | 1618 |
| Quelle:   |      |      |      |      |      |      |      |

Kirche Saint John's
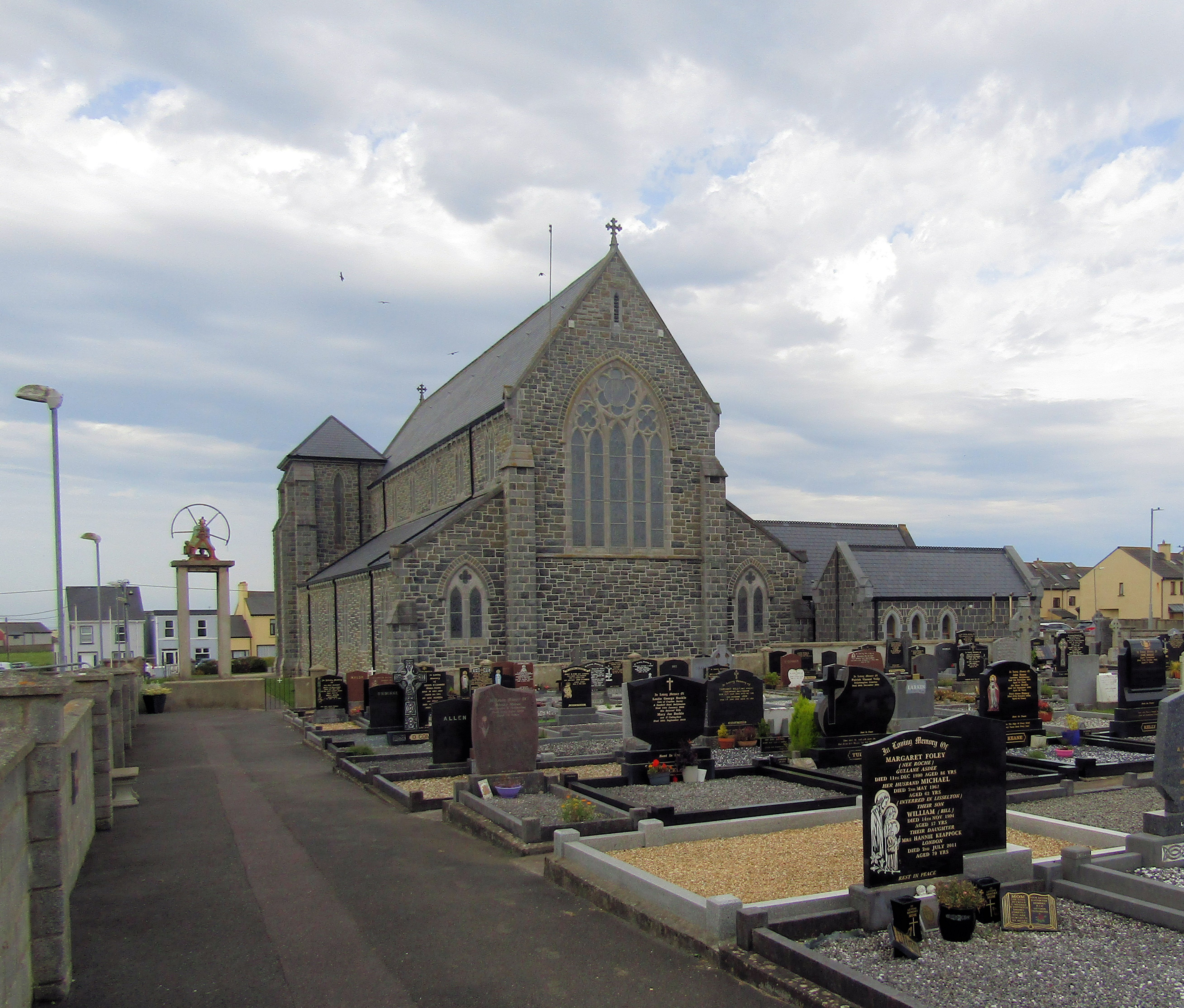
Ostseite
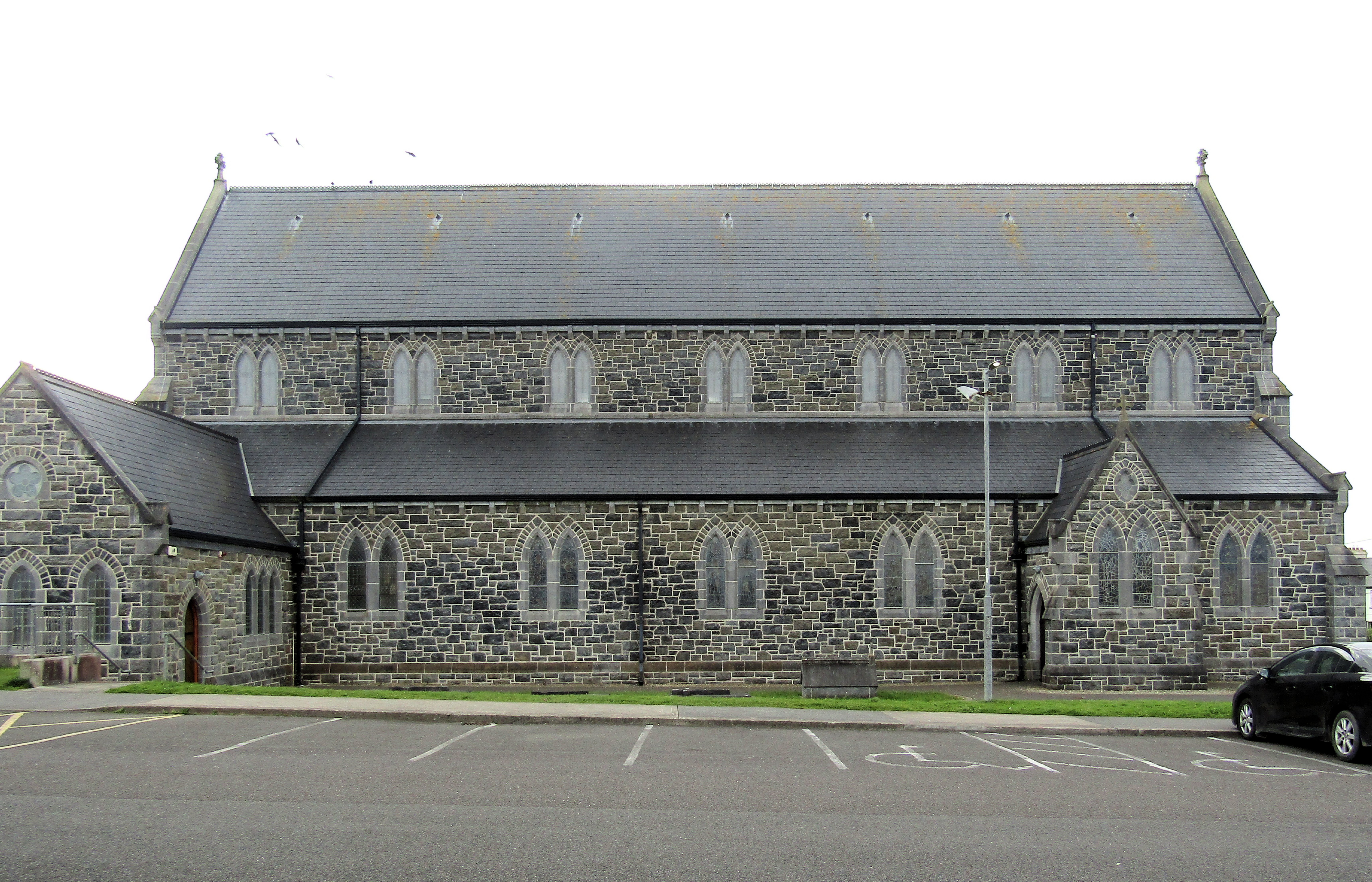
Nordseite
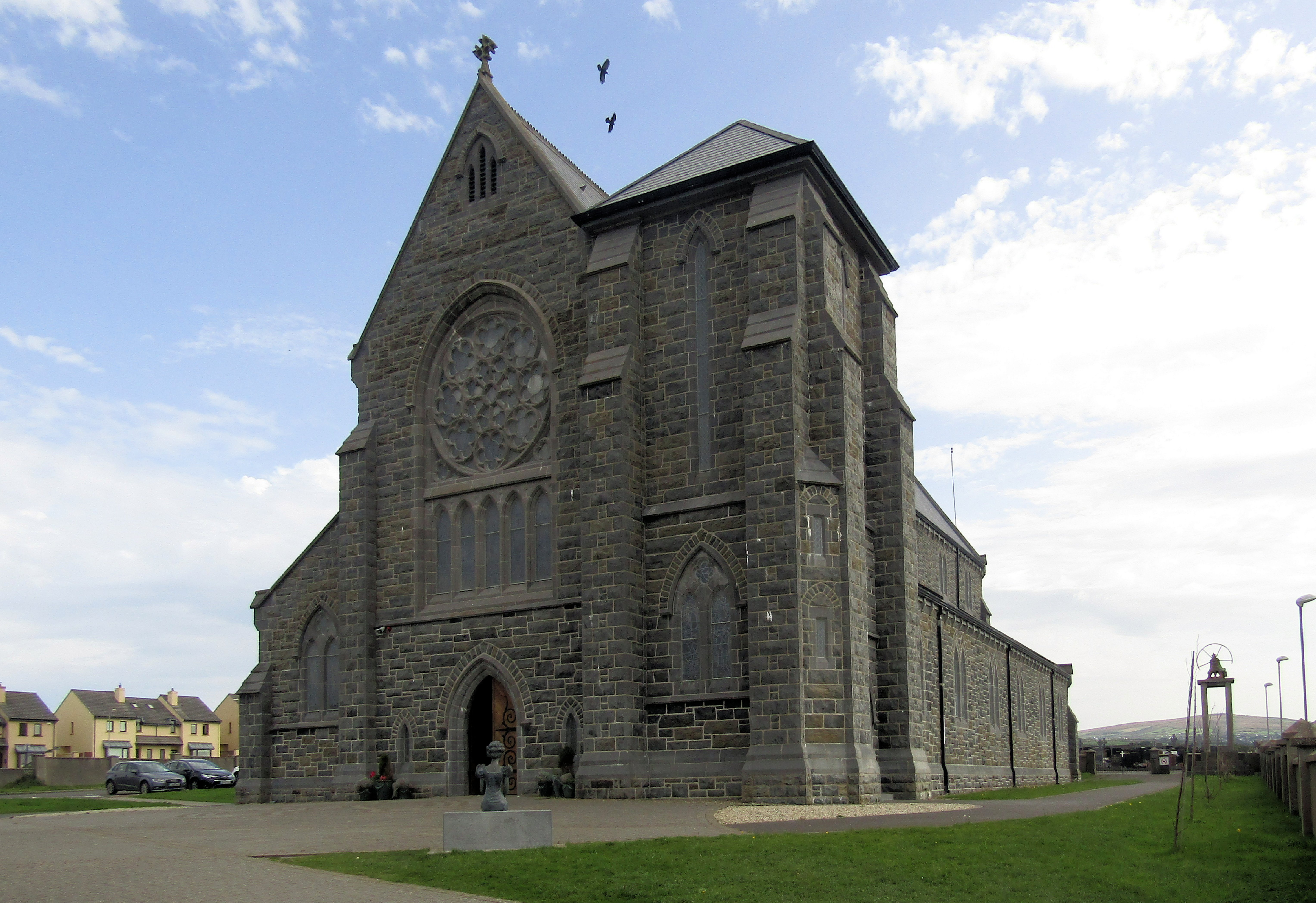
Südwestseite
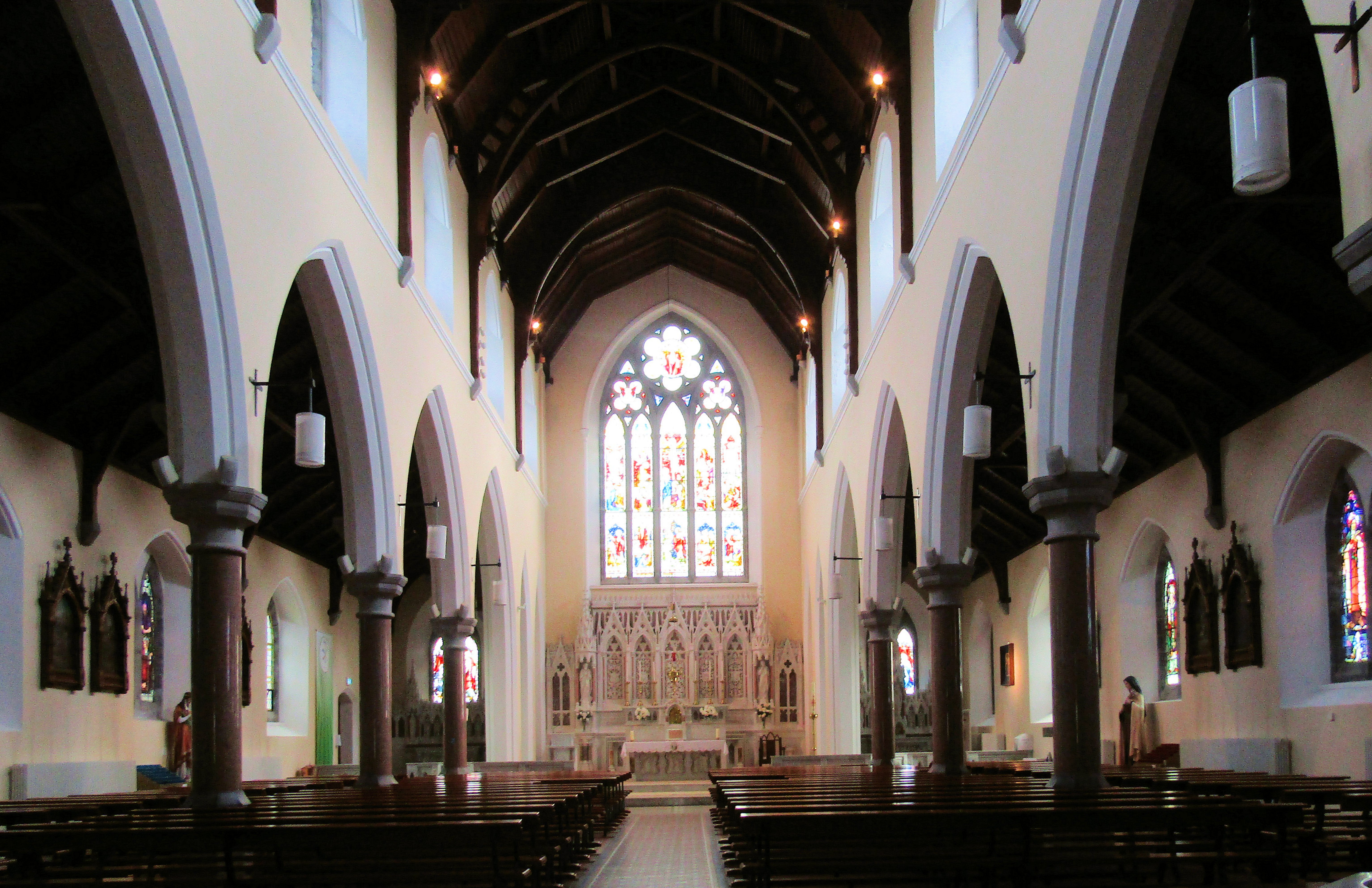
Innenansicht